# 天地川
天地川（てんちがわ）は、広島県坂町小屋浦地区を流れる小河川。

## 概要
住宅地を間を流れる幅が最大10メートルほどの小河川で、普段は流量も少ない。しかしながら上流部は急峻な勾配区間があり、明治年間から集中豪雨時には土石流が流下する暴れ川になるとして知られてきた。

## 災害史
広島県内の主要土石流発生地として知られてきた。主な災害発生年と被害は、次の通り。
- 1907年（明治40年）7月15日 - 集中豪雨により土石流が発生。死者44人、家屋の流失損壊多数。
- 1923年（大正12年）7月12日 - 集中豪雨により土石流が発生。死者10人、負傷者11人。家屋流失21棟、半壊26棟。
- 1945年（昭和20年）9月17日 - 枕崎台風による豪雨。死者4人、家屋流出7棟。
- 1950年（昭和25年） - 上流部に砂防堰堤が完成[3]。
- 2018年（平成30年）7月6日 - 平成30年7月豪雨により土石流が発生。死者・行方不明者16人[4]。

## 下流域にある主な公共施設等
- 国道31号
- 小屋浦駅
- 坂町立小屋浦小学校
- 坂町役場小屋浦出張所
- 小屋浦ふれあいセンター
- 小屋浦みみょう保育園 - 2018年の土石流により建物内に1mほどの土砂が堆積。2020年に建て替えた。[5]
- 天地川公園
- ナフコ TWO-ONE STYLE広島ベイサイド店 - ファインズ・ギガ・モールの跡地に2013年4月10日開店
- アングル小屋浦店
- 福祥閣(飲食店)